# 涇原路
涇原路，中国北宋时设置的路。设经略安抚使，但前期没有设转运使。
宋仁宗康定二年（1041年），析陕西路置涇原路经略安抚使，转运使属于秦凤路。治所在渭州（今甘肃省平凉市）。辖境约当今甘肃省蒲河以西、葫芦河以东、张家川以北，宁夏回族自治区固原县、隆德县、泾源县、西吉县等地。宋哲宗、宋徽宗时，北部扩大到今宁夏同心县、海原县，西北扩大到黄河和祖厉河、北河流域一带。宋神宗元丰四年（1081年）和宋徽宗宣和年间，一度设立转运使。金朝皇统二年（1142年）废除涇原路。